# Provincia de Yasothon
Yasothon (en tailandés: ยโสธร) es una de las provincias de Tailandia. Ubicada en la zona nordeste del país, limita, en el sentido de las agujas del reloj, con las provincias de Mukdahan, Amnat Charoen, Ubon Ratchathani, Sisaket y Roi Et. La provincia se creó el 1 de marzo de 1972, al separase de Ubon Ratchathani donde estaba integrada.

## Geografía
La parte norte de la provincia está formada por llanuras con colinas bajas, mientras que la parte sur es una zona de tierras bajas ribereñas asociadas al río Chi, con varios estanques y pantanos.

## Cultura
La provincia es especialmente conocida por su festival de música y tradiciones Prapheni Bun Bang Fai, que se celebra en multitud de aldeas de Tailandia y Laos poco antes del inicio de la estación de lluvias. Las actividades incluyen música, un famoso concurso de fuegos de artificio y danza. Los habitantes de Yasothon creen que el festival hace honor y bendiciones a los dioses y al espíritu sagrado, para que les ofrezca buenas lluvias y una fructífera cosecha.
Entre las zonas más turísticas se encuentran el parque de Phaya Tan, el templo budista de Wat Maha That donde se encuentra un Buda en posición de meditación, los edificios antiguos de Ban Singha Tha donde se encuentrahn muchas construcciones tradicionales, el Gran Buda construido en ladrillo con 3 metros de ancho y 8 metros de altura, una zona con distintas pagodas que guardan tierra de muchos lugares sagrados del budismo y una copia de una huella de Buda.

## Símbolos
El sello de la provincia muestra dos míticos leones, llamados Singh, frente a la estupa Pra A-no, en el templo de Wat Maha Que en la ciudad de Yasothon. La leyenda cuenta que en la fundación de la ciudad, un león salió del bosque cuando los habitantes eligieron la ubicación definitiva de la misma. En la parte inferior se aprecia una flor de loto (Nymphaea lotus); el árbol símbolo de la provincia es la Anisoptera costata.

## División administrativa
La provincia está dividida en 9 distritos (amphoe), que a su vez se dividen en 78 comunas (tambon) y 835 aldeas (muban).
| 1. Mueang Yasothon 2. Sai Mun 3. Kut Chum 4. Kham Khuean Kaeo 5. Pa Tio | 1. Maha Chana Chai 2. Kho Wang 3. Loeng Nok Tha 4. Thai Charoen |